# Đại sứ quán Việt Nam tại Washington, D.C.
Đại sứ quán Việt Nam tại Washington D.C là một cơ quan ngoại giao đại diễn của Cộng hòa Xã hội chủ nghĩa Việt Nam tại Hợp chúng quốc Hoa Kỳ được mở từ năm 1995 sau khi hai nước bình thường hóa quan hệ ngoại giao.

## Lịch sử
Ngày 9 tháng 4 năm 1991, Hoa Kỳ đưa ra "Bản lộ trình" 4 bước về bình thường hoá quan hệ với Việt Nam
Ngày 3 tháng 2 năm 1994, Tổng thống Hoa Kỳ Bill Clinton tuyên bố bỏ hoàn toàn cấm vận và lập Cơ quan liên lạc giữa hai nước
Tháng 2 năm 1995, Việt Nam và Hoa Kỳ mở Cơ quan Liên lạc tại thủ đô hai nước là Washington, D.C. và Hà Nội
Tháng 7 năm 1995, hai nước lần lượt tuyên bố bình thường hoá và thiết lập quan hệ ngoại giao song phương
Tháng 8 năm 1995, Việt Nam và Hoa Kỳ khai trương Đại sứ quan tại Washington, D.C và Hà Nội

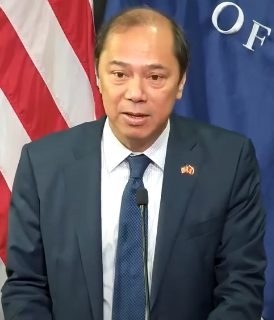
Đại sứ Nguyễn Quốc Dũng

## Các nhiệm kỳ Đại sứ
- Lê Văn Bàng (1997 - 2001)
- Nguyễn Tâm Chiến (2001 - 2008)
- Lê Công Phụng (2008 - 2011)
- Nguyễn Quốc Cường (2011- 2014)
- Phạm Quang Vinh (2014 - 2018)
- Hà Kim Ngọc (2018 - 2022)
- Nguyễn Quốc Dũng (2022 - đương nhiệm)